# Mesoleius agilis
Mesoleius agilis là một loài tò vò trong họ Ichneumonidae.